# Aby Gaye
Aby Gaye (Vitry-sur-Seine, 3 febbraio 1995) è una cestista francese.